# Lenny Martinez
Lenny Martinez (* 11. července 2003) je francouzský profesionální silniční cyklista jezdící za UCI WorldTeam Groupama–FDJ. Je synem, vnukem a synovcem cyklistů Miguela, Mariana a Yannicka Martineze, respektive.

## Kariéra
Na konci května 2022 se Martinez jako cyklista podpůrného týmu zúčastnil s UCI WorldTeamem Groupama–FDJ jednodenního závodu Mercan'Tour Classic. Do cíle dojel na osmém místě a porazil tak mnoho závodníků již působících v UCI World Tour. Zároveň pomohl týmovému kolegovi Davidu Gaudumu ke čtvrtému místu. V červenci 2022 Martinez vyhrál celkové pořadí na etapovém závodu Giro della Valle d'Aosta po dominantním vystoupení ve čtvrté etapě, kde na závěrečném stoupání dne zůstal na čele závodu pouze s týmovým kolegou Reubenem Thompsonem. Martinez, jehož vedení v celkovém pořadí již bylo zajištěno, daroval etapové vítězství Thompsonovi. 3. srpna 2022 pak bylo oznámeno, že Martinez společně s dalšími 6 týmovými kolegy podepsal dvouletý kontrakt s UCI WorldTeamem Groupama–FDJ od sezóny 2023.

## Hlavní výsledky
2021
Giro della Lunigiana
 celkový vítěz
vítěz 3. etapy
Ain Bugey Valromey Tour
3. místo celkově
vítěz 3. etapy
Národní šampionát
3. místo silniční závod juniorů
3. místo časovka juniorů
Mistrovství Evropy
 3. místo silniční závod juniorů
3. místo Classique des Alpes
2022
Giro della Valle d'Aosta
 celkový vítěz
 vítěz soutěže mladých jezdců
Ronde de l'Isard
 vítěz vrchařské soutěže
vítěz etap 4 a 6
Giro Ciclistico d'Italia
3. místo celkově
 vítěz vrchařské soutěže
 vítěz soutěže mladých jezdců
Tour de l'Avenir
8. místo celkově
8. místo Mercan'Tour Classic
2023
vítěz Mont Ventoux Dénivelé Challenge
2. místo Classic Grand Besançon Doubs
4. místo Mercan'Tour Classic
8. místo Grand Prix La Marseillaise
Vuelta a España
lídr  po etapách 6 & 7
lídr  po etapách 6 – 9
2024
vítěz Trofeo Laigueglia
vítěz Classic Var
vítěz Classic Grand Besançon Doubs
vítěz Tour du Doubs
vítěz Mercan'Tour Classic Alpes-Maritimes
O Gran Camiño
2. místo celkově
 vítěz soutěže mladých jezdců
Volta a Catalunya
7. místo celkově
 vítěz soutěže mladých jezdců
8. místo Tour de Romandie
8. místo Strade Bianche

### Výsledky na Grand Tours
| Grand Tour      | 2023 | 2024 |
| --------------- | ---- | ---- |
| Giro d'Italia   | —    | —    |
| Tour de France  | —    | 124  |
| Vuelta a España | 24   |      |

| —   | Nezúčastnil se |
| DNF | Nedokončil     |